# ヨシフ・ギンヅブルク

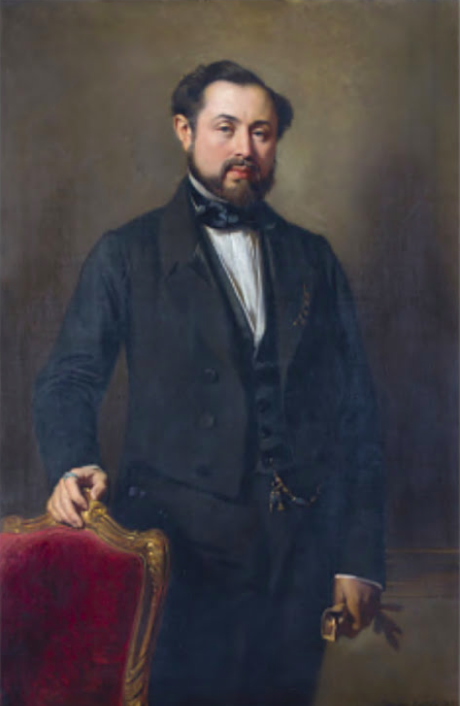
ヨシフ・ギンヅブルク

ヨシフ＝エヴゼリ・ガブリエロヴィチ[ガヴリーロヴィチ]・ギンヅブルク（Иосиф-Евзель Габриэлович [Гаврилович] Гинцбург,Iosif-Evzel' Gabrielovich[Gavrilovich] Gintsburg, 1812年 - 1878年1月12日）は帝政ロシアの銀行家、慈善家。Günzburgとも表記する。別名オシップ・ギンヅブルク (Осип Гинцбург, Osip Gintsburg)。ガブリエル・ヤコブ・ベン・ナフタリヒルツ・ギンヅブルクの息子で、ゴラツィー・ギンヅブルクの父。娘マチルダはナポレオン3世の大蔵大臣アシーユ・フールの甥ポール・フール（Paul Fould、1837年 - 1917年）と結婚した。彼らの間に生まれた娘の一人はエドワード・ロスチャイルドへ嫁いだ。

## 概要
ヴィテブスクのポルトガル系セファルディムの家系に生まれる。クリミア戦争で巨富を築き、1859年にペテルブルクで銀行を設立。1868年にキエフ民間銀行を、1869年にペテルブルク割引貸付銀行を、1879年にオデッサ割引銀行を創業した。
また、地元ユダヤ人社会のために福祉活動をおこなった。1861年11月、政府によってラビ委員会の一員に選ばれた（この委員会の会合は5ヶ月続いた）。彼はユダヤ人の教育水準向上のために尽力し、1863年には政府の許可のもとにユダヤ人文化普及協会を設立、亡くなるまでこの協会で理事の地位にあった。1874年に、ユダヤ人への徴兵規則がキリスト教徒と平等な内容へと改定されたのも、彼の働きかけによる。また、父の故郷ヴィルナにタルムード・トーラー基金を設立した。1870年11月9日、ヘッセン大公ルートヴィヒ4世によって叙爵され、1874年8月2日に男爵となった。1878年逝去し、パリに埋葬された。